# Thalía Harmony Baillet
Thalía Harmony Baillet, (Ciudad de México siglo XX) es una científica, médica, cirujana e investigadora mexicana,  con grado de médico cirujano por la Universidad Autónoma de México (UNAM) y con un grado mayor de estudios de doctorado por el Centro Nacional de Investigaciones Científicas de Cuba.Fue fundadora de la facultad de Medicina de la Universidad de Oriente en Cuba y y fundadora del Instituto de Neurobiología de la UNAM,campus Juriquilla, la Unidad de Resonancia magnética, Unidad de Neurodesarrollo y Unidad de Biomecánica, en donde se han tratado a cientos de niños con neurorehabilitación desde tratamientos tempranos o con déficit del lenguaje.
Posterior de obtener su grado de médico cirujano en 1960 por la UNAM, continuó su desarrollo profesional en el Instituto de Estudios Médicos Biológicos (1958-1963) con la tutela del Dr. C. Guzmán Flores y Dr. A.l Fernández Guardiola. Durante su estancia en Cuba (1963-1980), fue fundadora de la Facultad de medicina de la Universidad de Oriente, en donde laboró como profesora de fisiología. Sus investigaciones en el estudio de procedimientos cuantitativos para el análisis de electroencefalograma y los potenciales evocados en pacientes neurológicos, en conjunto con niños con capacidades diferentes del Dr. E.Roy John de la Universidad de Nueva York, lograron el desarrollo del método Neutrométrico para su detección temprana.
Años posteriores, en La Habana trabajó como investigadora en el Centro Nacional de Investigaciones científicas en donde realizó el doctorado y con un grupo de estudiantes del mismo grado fundaron el Centro de Neurociencias de Cuba. En 1980, la Dr. Harmony regresó a México en donde creó el Centro para el Estudio del Daño Cerebral, en la Universidad del Estado de México (UAEM).

## Trayectoria
Actualmente es Investigadora Titular del Instituto de Neurobiología, UNAM campus Juriquilla y Titular de la Unidad de Investigación en Neurodesarrollo en Neurobiología. Su línea de investigación actual, es el desarrollo de métodos de diagnostico y tratamiento temprano de recién nacidos con factores de riesgo prenatales y perinatales de daño cerabral.
Ha escrito 2 libros, 27 capítulos de libros, 48 artículos en revistas nacionales indexadas y 104 artículos en revistas de difusión internacional.

## Líneas de investigación
Además de la línea de investigación principal dedicada al desarrollo de métodos de diagnóstico y tratamiento temprano de recién nacidos con riesgo de daño cerebral, destaca su enfoque en:
1. Bases neuronales de la actividad mental.
2. Estudio del neurodesarrollo a partir del nacimiento de niños con historia prenatal y perinatal sin signos patológicos
3. Desarrollo de métodos cuantitativos para el análisis de la actividad eléctrica cerebral.
4. Bases fisiológicas de la actividad mental.
5. Estudio de los desórdenes cognitivos, desarrollo de la atención y el lenguaje.
6. Regulación de la actividad en sistema nervioso central.

## Desarrollo de métodos para el diagnóstico y tratamiento temprano de recién nacidos con factores de riesgo prenatales y perinatales
Dentro del Instituto de Neurobiología de la UNAM campus Juriquilla, en Querétaro es un centro de investigación que evalúa a niños por un neuropediatra, para determinar si tienen algún factor de riesgo. Una vez dentro del programa, les brindan seguimiento hasta los 8 años de edad para determinar rendimiento escolar.
El fundamento del proyecto es la existencia de factores ya identificados para la detección de alguna deficiencia en niños antes de nacer, tales como amenaza de aborto, preeclampsia, diabetes gestacional, infecciones del aparato urinario o reproductor, defectos de la placenta, entre otros. Según las estadísticas, el 17% de los discapacitados está relacionado por causas del nacimiento.
Debido a lo anterior, el instituto desarrolló un programa de diagnóstico, intervención y rehabilitación para los niños aceptados en el proyecto en donde se les da un seguimiento desde la etapa de gestación hasta los 8 años de edad para el diagnóstico a tiempo de daño cerebral. Dentro de las etapas del proyecto, se incluye la terapia Katona para mejorar el desarrollo sensoriomotor de los niños hasta los 4 meses de edad, terapias siguientes, exploraciones neurológicas, electroencefalogramas para medir actividad cerebral, resonancia magnética y pruebas Bayleys, para determinar el desarrollo mental, motor y de lenguaje. El propósito del esfuerzo del equipo es lograr un equilibrio en las necesidades del niño, determinar tratamientos adecuados a tiempo, mejorar la calidad de vida de los pacientes y sobre todo, reducir los números de infantes con este tipo de enfermedades.

## Distinciones
En reconocimiento a su destacada labor de investigación y aportaciones, ha sido acreedora de los siguientes premios:
1. 2015: Premio Alejandrina por su trayectoria en la investigación y la docencia, otorgado por la Universidad Autónoma de Querétaro (UAQ).
2. 2014: Presea Dr. José Ma.Vértiz Delgado por su trayectoria en la enseñanza e investigación del área de neurociencias, por el Gobierno del Querétaro.

## Producción científica
A lo largo de su carrera ha formado 9 maestros y 7 doctores en ciencias. Ha escrito 2 libros, 27 capítulos de libros, 48 artículos en revistas nacionales indexadas y 104 artículos en revistas de difusión internacional. Dentro de sus publicaciones recientes y selectas se encuentran:
1. Lourdes Cubero-Rego*, Josefina Ricardo-Garcell, Thalia Harmony and Maria Corsi-Cabrera, Progressive Changes in EEG Features of Quiet Sleep in Late Preterm and Full-Term     Newborns , Frontiers in Neurology and Neuroscience Research , November 2021; 2, Article ID: 100006.
2. Amaya Soberón, María     Elizabeth Mónica Carlier, Claudia Jiménez,ThalíaHarmony∗ y Lauren M. Cycyk * Autor de correspondencia, Programa de educación para     padres sobre estimulacióndel desarrollo del lenguaje de lactantes  prematuroscon riesgo de daño cerebral, Revista de Logopedia, Foniatría     y Audiología, December 2018, 1-9.
3. Claudia Calipso Gutiérrez-Hernández, Thalía     Harmony* and María Elizabeth Mónica Carlier *Autor de correspondencia, Behavioral and Electrophysiological Study of Attention Process in Preterm Infants     With Cerebral White Matter Injury, Psychology & Neuroscience ©  2018 American Psychological Association, December 2018; 11(2), 132–145.
4. Lourdes Cubero-Rego, María Corsi-Cabrera*,     Josefina Ricardo-Garcella, Rogelio Cruz-Martínez, Thalía Harmony *Autor de correspondencia, Visual evoked potentials are similar in     polysomnographically defined quiet and active sleep in healthy newborns, International Journal Developmental Neuroscience, December 2018; 18, 26-34
5. Harmony T, Barrera-Reséndiz J, Juárez-Colín ME, Carrillo-Prado C, Del Consuelo Pedraza-Aguilar M, Asprón Ramírez A, Hinojosa-Rodríguez M, Fernández T, Ricardo-Garcell J. Longitudinal study of children with perinatal brain damage in whom early neurohabilitation was applied: Preliminary report. Neurosci Lett. 2016 Jan 12;611:59-67.
6. Carlier MEC, Harmony T , Mendoza-Montoya O, Marroquin JL, Jackson-Maldonado D, Ricardo-Garcell E. Electrophysiological auditory response to acoustically modified syllables in preterm and full-term infants, Journal of Neurolinguistics 38 (2016) 14-25.
7. Bosch-Bayard Jorge , Valdés-Sosa Pedro A.  Fernández Thalía, Otero Gloria, Pliego Rivero Bernardo, Ricardo-Garcell Josefina, González-Frankenberger Berta, Galán-García Lídice, Fernández-Bouzas Antonio, Aubert-Vázquez Eduardo, Lage-Castellanos Agustín, Rodríguez-Valdés René, Harmony Thalía. 3D Statistical Parametric Mapping of quiet sleep EEG in the first year of life. Neuroimage, 59: 3297–3308, 2012.